# Zonguldak Kömürspor Kulübü
Lo Zonguldak Kömürspor Kulübü è una squadra di calcio turca di Zonguldak. Milita nella TFF 3. Lig, la quarta divisione del campionato turco di calcio.
Ha militato per 14 stagioni nella massima serie turca.
Fondata nel 1966, la squadra gioca nella Amatör Futbol Ligleri.

## Partecipazioni nei campionati
- Süper Lig: 1974-1988
- TFF 1. Lig: 1966-1974, 1988-1989, 1992-1999
- TFF 2. Lig: 1989-1992, 1999-2001, 2002-2006
- TFF 3. Lig: 2001-2002, 2006-2008, 2014-
- Bölgesel Amatör Lig: 2008-2014

## Palmarès

### Competizioni nazionali
- TFF 3. Lig: 2

1991-1992, 2001-2002

### Competizioni regionali
- Bölgesel Amatör Lig: 1

2013-2014

### Altri piazzamenti
- Campionato turco:

Terzo posto: 1979-1980
- Coppa di Turchia:

Semifinalista: 1987-1988